# سند مؤقت
سند مؤقت في الاقتصاد (بالإنجليزية: interim bond)‏ هو سند مؤقت تصدره المؤسسة التجارية أو الصناعية أو الشركة بغرض الحصول على المال بسبب حاجتها إليه بصورة مؤقته، كما في حالة تعرضها إلى ضائقة مالية مؤقتة. وأحيانا تسمى هذا النوع من السندات بالاصطلاح الإنجليزي Temporary bond.

## اقرأ أيضًا
- كمبيالة مضمونة
- تقدير السند
- سند شامل
- سند متسلسل
- درجة الملاءة
- سند مدعم بأصول
- شيك مردود
- أصول
- وسيط سندات
- رأسمال
- عملة
- وديعة
- حجز مال المدين